# 아도람
아도람(Adoniram)은 구약성경 열왕기상에 등장하는 인물이다. 과거 이스라엘에서 노동자들을 감독하는 감독자이다. 압다의 아들이다. 다윗 통치 때에도 살았으며, 솔로몬 통치 기간에 활동적으로 일했다. 아도람이 감독하던 사람들의 수는 대충 183,300명 정도로 여겨진다. 그는 아도니람, 하도람 등의 이름으로도 불린다. 르호보암 왕이 아도람을 백성에게 보내었을 때 성난 군중에 의해 돌에 맞아 죽었다.